# Bokoro
Bokoro is een plaats in de provincie Mai-Ndombe van de Democratische Republiek Congo, gelegen op de zuidelijke oever van de Lukenie.
Ten zuiden van de stad ligt een luchthaven.

## Geschiedenis
Pater Juul Denis stichtte in 1910 een missiepost van de scheutisten in Bokoro. Hij liet een 110 hectare grote plantage voor rubber en koffie aanleggen. Er kwam in 1936 een kleinseminarie, gewijd aan Aloysius Gonzaga, dat in 1921 was opgericht te Inongo. In het eerste jaar na de verhuizing - die als zuivering was bedoeld - waren er 43 leerlingen. Vanuit Bokoro verspreidde zich een eerste generatie zwarte geestelijken over het land. 